# Pointer-Syndrom
Das Pointer-Syndrom ist eine sehr seltene angeborene Erkrankung mit den Hauptmerkmalen Skelettfehlbildung, Kamptodaktylie, Gesichtsdysmorphie und Trinkschwierigkeiten.
Synonyme sind: Skeletal abnormalities, camptodactyly, facial anomalies, and feeding difficulties
Die Bezeichnung wurde von den Autoren der Erstbeschreibung aus dem Jahre 1997 durch den US-amerikanischen Humangenetiker A.H.M. Mahbubul Huq und Mitarbeiter vorgeschlagen.

## Verbreitung
Bislang wurde nur eine Familie beschrieben, die Vererbung erfolgt autosomal-rezessiv.

## Klinische Erscheinungen
Klinische Kriterien sind:
- Kamptodaktylie
- Gesichtsauffälligkeiten
- Atemnot des Neugeborenen
- Trinkschwierigkeiten

## Diagnostik
Im Röntgenbild metaphysäre Verbreiterung, Osteopenie, Kampomelie (Verbiegung der Ober- und Unterschenkel), endostale Hyperostose, Frakturneigung.